# Johann Speymann

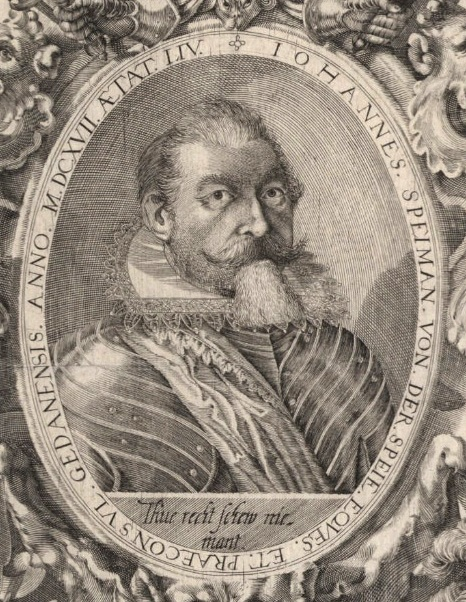
Johann Speymann 1617

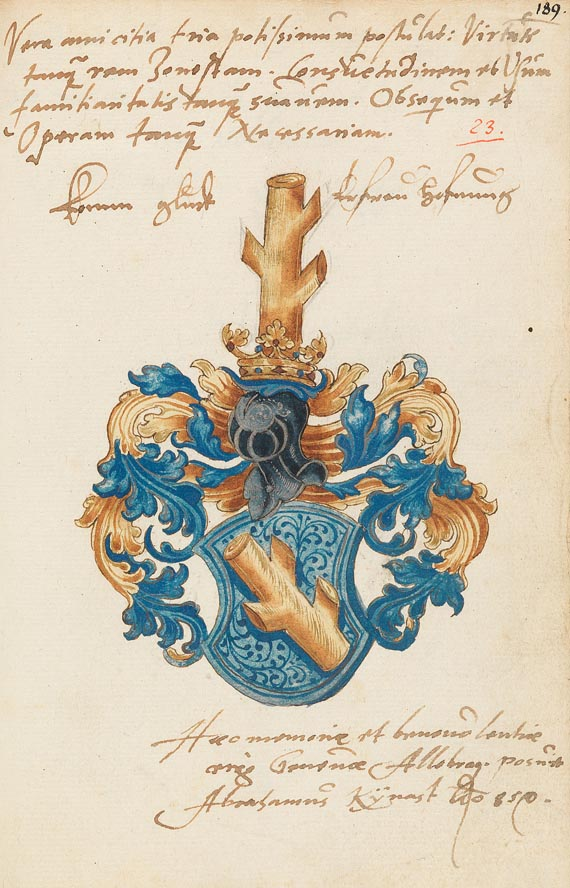
Stammbuch des Johann Speimann

Johann Speymann, auch Johann Speimann (* 1563; † 3. September 1625) war ein deutscher Bürgermeister, Ratsherr und Kaufmann in Danzig.
Johann Speymann studierte in Krakau, Strassburg, Wittenberg, Königsberg, Heidelberg, Padua, Pisa und Siena.
Während des Aufenthaltes in Italien wurde er vom Papst Clemens VIII. zum Adelsstand erhoben. Zurück in Danzig beschäftigte er sich hauptsächlich mit der Ausfuhr von Getreide nach Italien.
Von 1601 bis 1603 war er als Schöffe des Stadtgerichtes, von 1603 bis 1613 als Ratsherr und von 1613 bis 1625 als Bürgermeister von Danzig tätig.
Gemeinsam mit dem Bürgermeister Bartholomäus Schachmann förderte er die Errichtung bedeutender Danziger Bauwerke: des Neptunbrunnens, des Großen Zeughauses, des Speymannhauses (seines Familiensitzes) und des Langgasser Tores. 
Am 29. Juli 1596 heiratete er Judith Bahr. Als wohlhabender Mann hinterließ er seinen vier Töchtern das Speymannhaus am Langen Markt sowie Getreidespeicher und eine Sommerresidenz unweit von Danzig.
Im Kunsthandel erschien in Hamburg am 16./17. November 2009 das „Album amicorum“ Speymanns aus dem Jahr 1585 mit den Einträgen von 87 Freunden und Bekannten Speymanns und 38 Wappenschildern in Aquarell.